# Državno srečanje mladih literatov Urška
Državno srečanje mlade literature Urška je festival, na katerem literarna revija Mentor še ne objavljenim literatom vsako leto podeli nagrado Urška in s tem nagrajencu oz. nagrajenki, ki se jih je že oprijelo ime "uršljan/ka", omogoči natis prvenca. Nagrade se podeljujejo od leta 2000 dalje, od leta 2002 pa je prizorišče podelitve Slovenj Gradec. 
Tekmovanje poteka v več etapah in sicer so avtorji, ki do januarja pošljejo svoja besedila na literarni natečaj revije Mentor, povabljeni na enega od šestih regijskih srečanj, kjer so izbrani polfinalisti. Med njimi državni selektor izbere do sedem finalistov za osrednji del festivala v Slovenj Gradcu. Na samem festivalu pa državni selektor in urednik Mentorja izbereta zmagovalca festivala.

## Predzgodovina
Festival Urška se naslanja na štiridesetletno tradicijo republiških srečanj pesnikov in pisateljev začetnikov, na katerih je sodelovalo več kot šest tisoč udeležencev med katereimi so mnogi danes uveljavljeni književniki: Maja Vidmar, Milan Vincetič, Štefan Remic, Aldo Žerjal, Vida Mokrin Pauer, Lidija Gačnik Gombač, Veno Dolenc, Franjo Frančič, Boris Pintar, Ivo Stropnik, Ivo Frbežar, Dušan Čater, Aleš Šteger, Lucija Stupica, David Bedrač, ... Srečanja so med drugim spodbudila izhajanje revije Mentor in njene zbirke, številne literarne seminarje in delavnice, prevajalske šole, literarne kolonije itn.